# ディズニー・マジック
ディズニー・マジック（Disney Magic）は、ディズニー・クルーズ・ラインが運航しているクルーズ客船。

## 概要
ディズニー・マジック級の1番船で、1998年6月、イタリアのフィンカンティエリ社マルゲーラ工場で竣工。同年7月30日よりポート・カナベラルを起点にキャスタウェイ・ケイ等に立ち寄るバハマクルーズに就航した。
本船は当初1998年3月12日に就航する予定だったが、マルゲーラ工場の建造遅延により4か月以上も遅れた。船価は3億5千万ドル。また、同型の2番船ディズニー・ワンダー(Disney Wonder)が1999年に建造されている。その後通年でバハマ、カリブ海のクルーズに就航していたが、2005年5月28日から8月までの間はディズニーランド開園50周年を記念してアメリカ西海岸でクルーズを行った。2007年夏には地中海でのクルーズを実施している。

## 客席
客室は全部で875室あり、そのうちの720室が海側に面している。さらにそのうちの388室はバルコニー付き客室である。

## 同型船
- 2番船「ディズニー・ワンダー（Disney Wonder）」（英語版）
1999年7月竣工。

## 写真

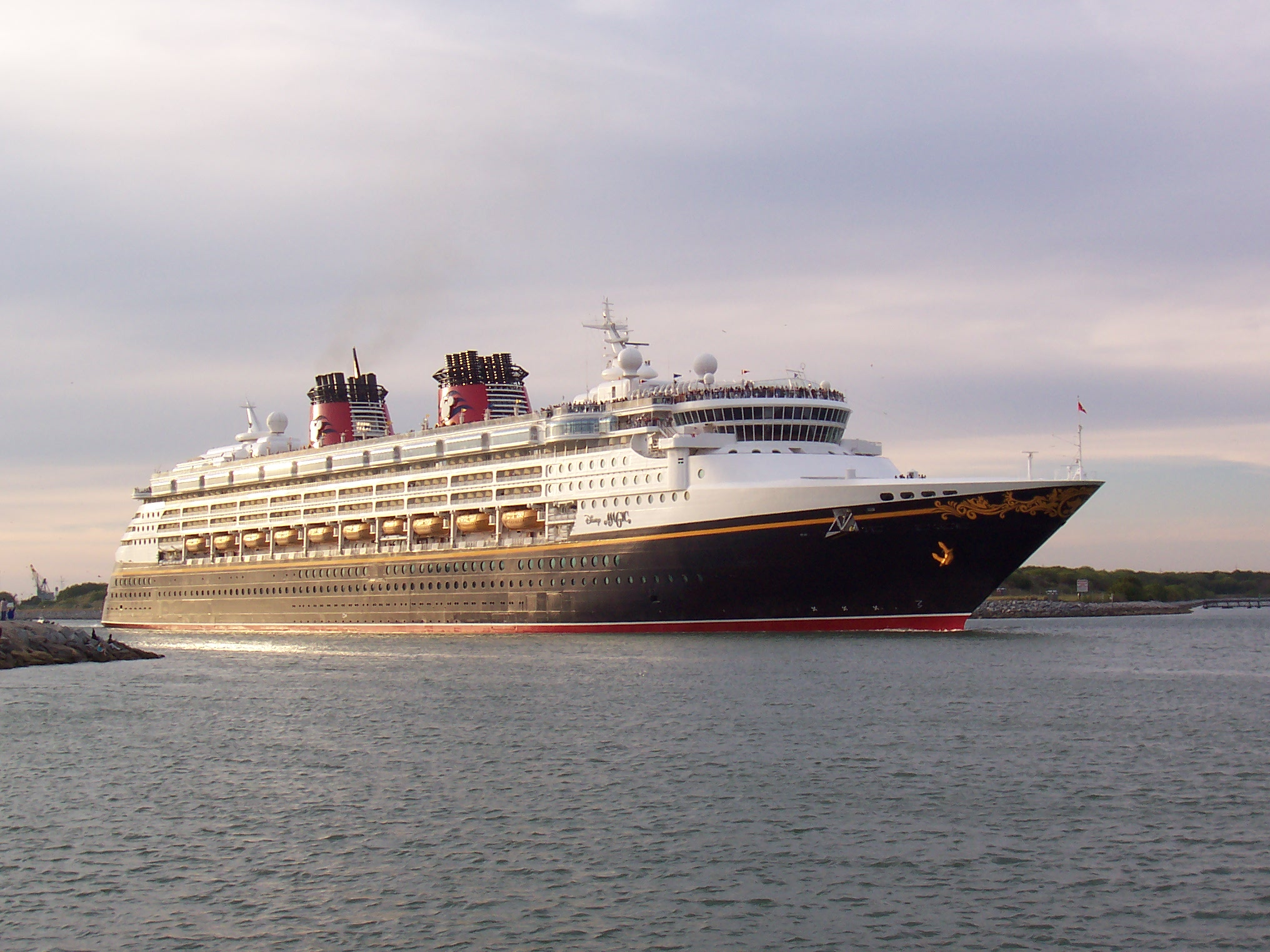
ポート・カナベラルを出港するディズニー・マジック
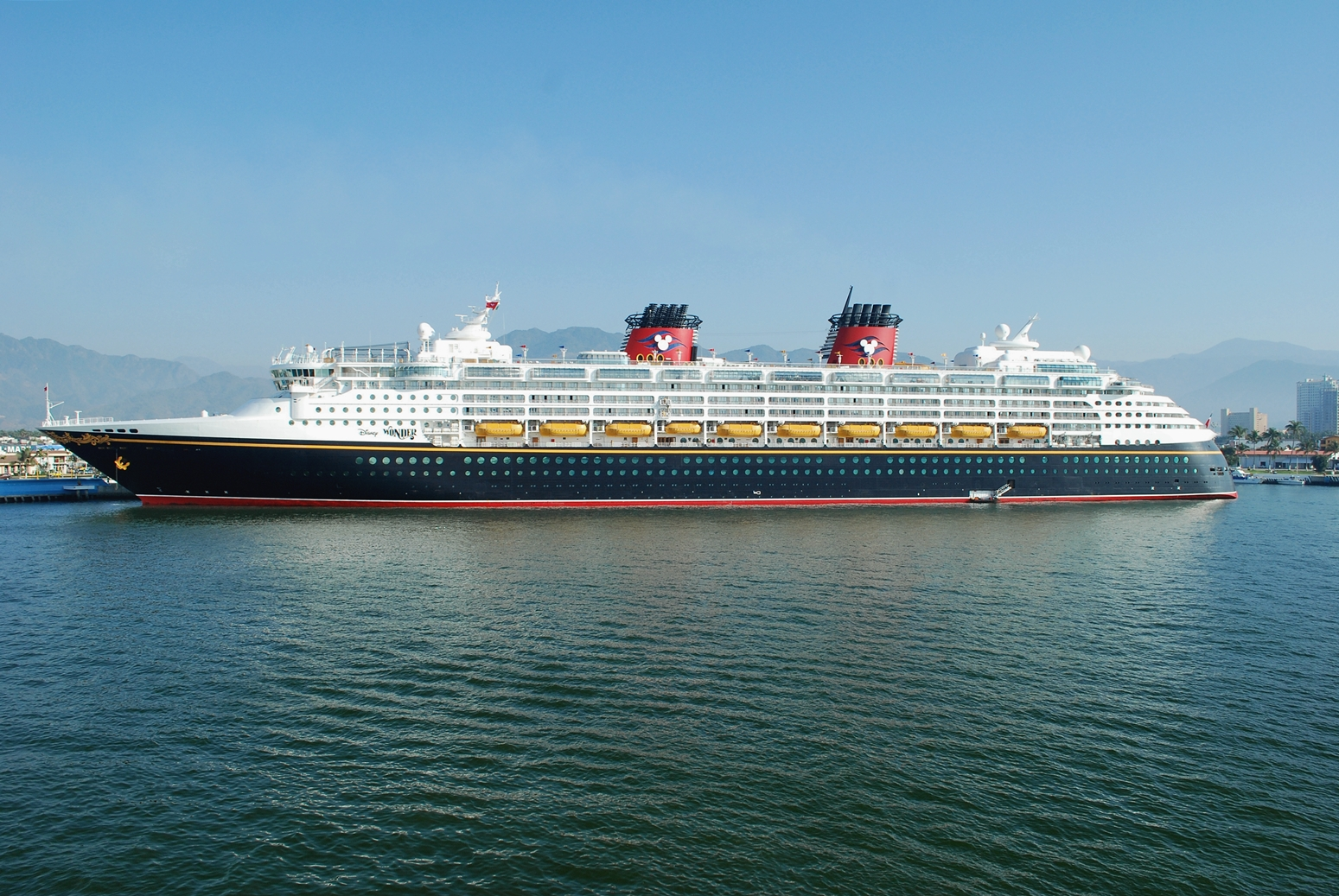
2番船のディズニー・ワンダー
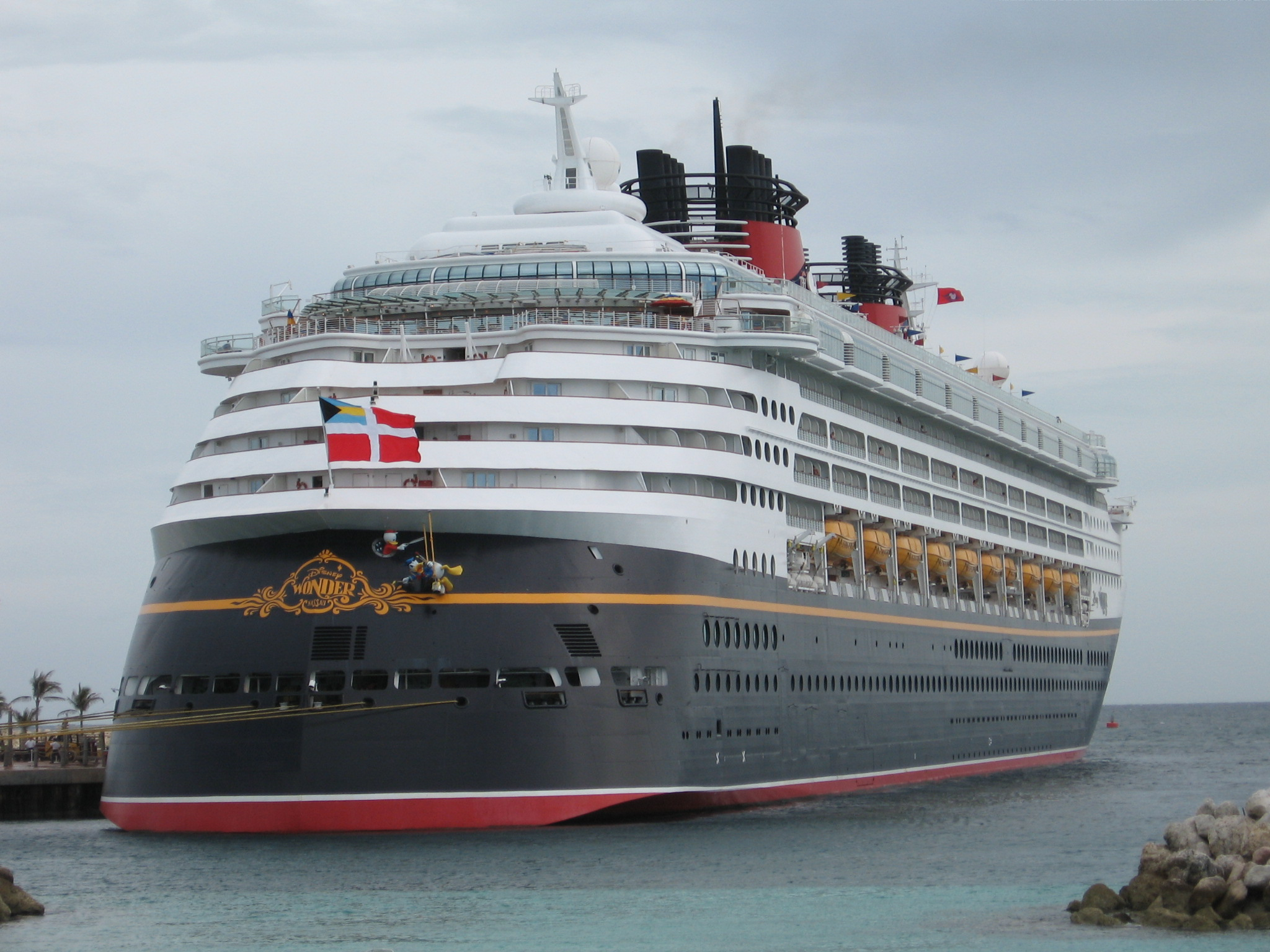
2番船のディズニー・ワンダー